# Gruczolak przysadki

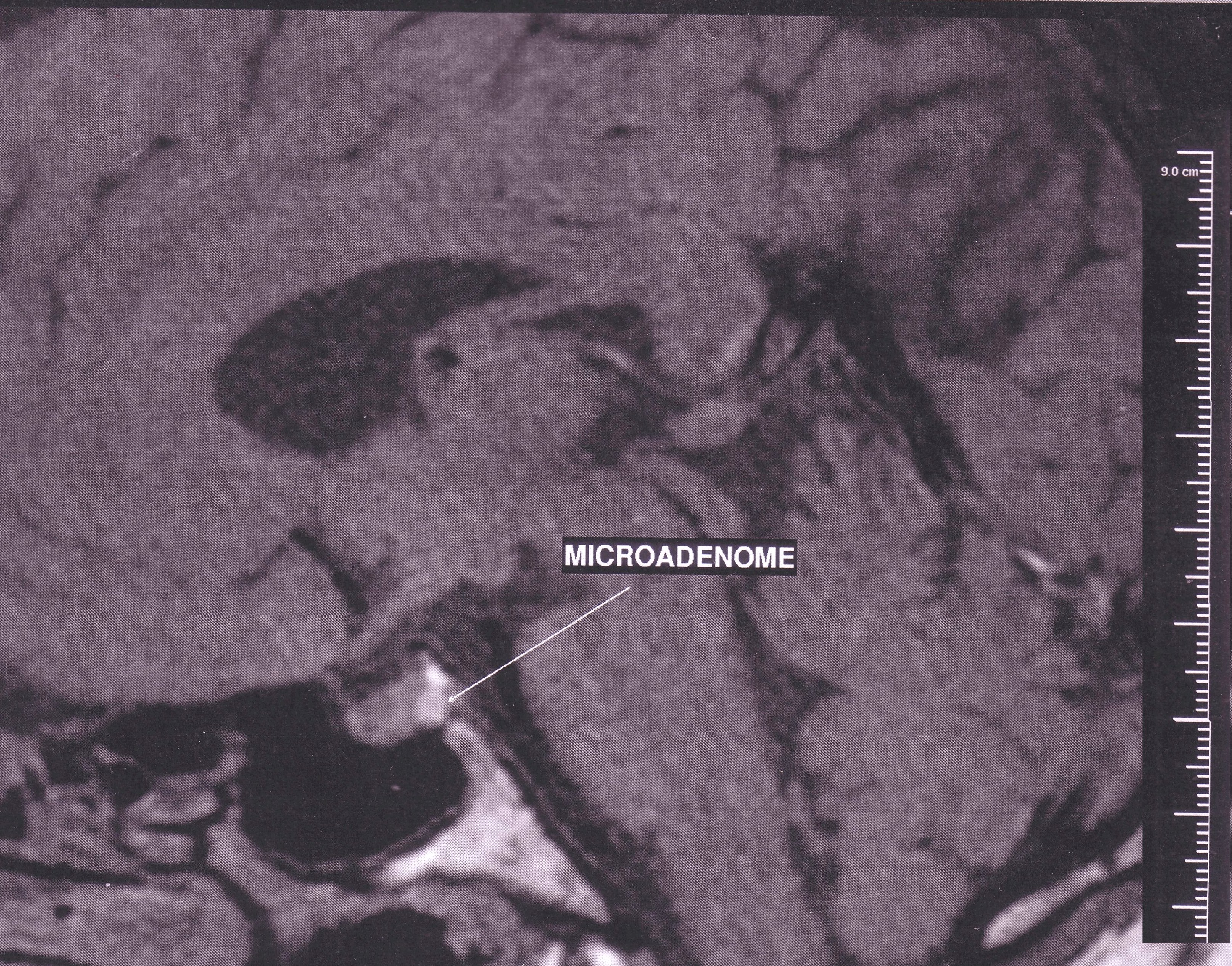
RM mózgowia z zaznaczonym mikrogruczolakiem

Gruczolak przysadki (łac. adenoma hypophysis) – najczęściej występujący guz przysadki, stanowiący około 10% wszystkich guzów wewnątrzczaszkowych. Jest on najczęstszą przyczyną zaburzeń osi podwzgórze–przysadka. Może być bezobjawowy; gdy ujawnia się klinicznie, obraz choroby jest zróżnicowany w zależności od czynności hormonalnej guza i jego wielkości.
Na podstawie średnicy guza przeprowadzono podział gruczolaków na makrogruczolaki (≥ 10 mm średnicy) i mikrogruczolaki (< 10 mm średnicy).

## Podział gruczolaków
- guz prolaktynowy (prolactinoma) – wydziela prolaktynę
- guz somatotropinowy (somatotropinoma) – wydziela hormon wzrostu
- guz kortykotropinowy (corticotropinoma) – wydziela kortykotropinę
- guz tyreotropinowy (tyreotropinoma) – wydziela tyreotropinę
- alfoma – wydziela podjednostkę alfa
- guz nieczynny hormonalnie (ang. null-cell adenoma).